# Смерть фашистам
Смерть фашистам — белорусская подпольная партизанская газета времён Второй мировой войны, являвшаяся органом Радошковичского подпольного райкома КП(б)Б Вилейской области и партизанского отряда «Красное знамя» бригады имени Михаила Фрунзе.

## История
В период с 1 января по 7 мая 1944 года на русском языке было издано 12 номеров газеты (№ 1-10, 12 и 13).
После освобождения Беларуси от немецких войск газета стала выходить под названием «Сцяг Ільіча» (с бел. — «Знамя Ильича») и являлась печатным органом Радошковичского райкома КПБ и районного Совета депутатов трудящихся Молодечненской области. Её выпуск продолжался до шестого номера от 20 января 1960 года, после чего прекратился в связи с ликвидацией Радошковичского района.